# Androcião
Androcião (em grego clássico: Ἀνδροτίων, genitivo: Ἀνδροτίωνος; c. 410 a. C. — 340 a. C.) foi um orador e atidógrafo grego, e uma das lideranças políticas de seu tempo, foi discípulo de Isócrates e contemporâneo de Demóstenes.

## Biografia
Ele é conhecido principalmente através do discurso de Demóstenes, no qual foi acusado de ilegalidade em propor a honra usual de uma coroa para o Conselho dos Quinhentos, no término de seu mandato. Androcião ocupou vários cargos importantes, e durante a Guerra Social foi nomeado comissário extraordinário para recuperar certos impostos atrasados. Demóstenes e Aristóteles falam favoravelmente de suas qualidades como orador. Segundo María Cruz Herrero Ingelmo, "se opôs a Demóstenes na questão de uma aliança contra a Macedônia e foi favorável em combinar uma política externa moderadamente conservadora com uma enérgica política externa contra a Pérsia".
É dito que Androcião foi mandado para o exílio em Mégara, e de ter composto um Atthis em oito livros, anais de Ática desde os primeiros anos até sua época. Discute-se se o cronista e orador são a mesma pessoa, uma vez que um Androcião que escreveu sobre a agricultura é certamente outra pessoa. O professor Gaetano De Sanctis atribui a Androcião, o atidógrafo, um fragmento histórico do século IV, descoberto por B. P. Grenfell e A. S. Hunt. Fortes argumentos contra essa visão são defendidos por E. M. Walker no Classical Review de maio de 1908. Parte de suas obras foram publicadas por Müller em sua obra Fragmente der griechischen Historiker (1841).